# Curt Kosswig
Curt Kosswig (né le 30 octobre 1903 à Berlin et mort le 29 mars 1982 à Hambourg) est un zoologue allemand.

## Biographie
Menacé par le nazisme, le professeur Curt Kosswig s’exile en Turquie en 1937, où il se joint ensuite, comme d’autres réfugiés allemands, à des projets universitaires et scientifiques. Reconnu dans les domaines de la génétique, de la biogéographie et de la taxonomie, Kosswig est l’un des premiers scientifiques à signaler la présence de la colonie d’ibis chauves à Bireçik, sur les rives de l’Euphrate. 
Il fait un énorme travail de conservation dans le pays, où il est considéré comme la principale autorité scientifique dans son domaine et aussi comme un grand vulgarisateur.